# Jeleniogórska Kolej Miejska
Jeleniogórska Kolej Miejska, również Jeleniogórska Kolej Aglomeracyjna – częściowo zarzucona inicjatywa uruchomienia szybkiej kolei miejskiej w aglomeracji jeleniogórskiej. Pierwotnie projekt nosił nazwę „szybkiego tramwaju”.

## Historia
Projekt Jeleniogórskiej Kolei Miejskiej przygotowało Wojewódzkie Biuro Urbanistyczne we Wrocławiu. Podstawą działania jest dokument „Porozumienie w sprawie współpracy w zakresie organizowania i funkcjonowania publicznego transportu zbiorowego na terenie subregionu jeleniogórskiego” podpisany 28 września 2011 podpisany między miastem i sąsiednimi gminami.

## Projektowany przebieg
Kolej aglomeracyjna, według założeń, ma połączyć Janowice Wielkie, Jelenią Górę i Szklarską Porębę na bazie istniejących, zelektryfikowanych linii kolejowych o numerach: 274 z Wrocławia do Zgorzelca oraz 311 z Jeleniej Góry do granicy państwa w Jakuszycach. Zaplanowano wybudowanie pięciu nowych przystanków: w okolicy obecnego dworca, na skrzyżowaniu ul. Drzymały i Kilińskiego, na wiadukcie przy Podchorążych, przy dawnej Celwiskozie i w dzielnicy Orle. Budowa SKM ma skrócić czas przejazdu z Jeleniej Góry do Piechowic do 28 minut. Zadeklarowano, że obsługa połączeń należała będzie do spółki Koleje Dolnośląskie

## Postęp projektu
Wykonanie projektu pierwotnie było przewidziane na trzy lata, a przewidywane koszty szacowano na 12 mln zł.
W realizację przedsięwzięcia włączył się zarządca państwowej infrastruktury kolejowej, spółka PKP Polskie Linie Kolejowe. W latach 2014–2015, w ramach uzupełnienia dokonanego wcześniej remontu linii kolejowej nr 311, zmodernizowano perony na dwóch dodatkowych stacjach w ciągu projektowanej kolei aglomeracyjnej. Przedsięwzięciu nadano nazwę „Modernizacja peronów na stacjach kolejowych Jelenia Góra Zachodnia i Piechowice w ramach projektu Jeleniogórska Kolej Aglomeracyjna – etap I”.
Na przełomie 2014 i 2015 roku Koleje Dolnośląskie zakupiły 6 elektrycznych zespołów trakcyjnych Newag Impuls 36WEa, które dedykowano do obsługi m.in. aglomeracji jeleniogórskiej.
Mimo dokonywanych inwestycji, w uchwalonym pod koniec stycznia 2014 roku planie transportowym dla Jeleniej Góry z perspektywą do roku 2023 stwierdzono oficjalnie, że kolej miejska nie przyciągnie wystarczającej liczby pasażerów. W dokumencie przyjęto zachowanie rezerw terenowych pod ewentualną rozbudowę infrastruktury kolei aglomeracyjnej „tak aby nie zamykać możliwości ich realizacji, jeśli pojawią się, podlegające dynamicznym zmianom, sprzyjające warunki zewnętrzne”.